# Ez történt Budapesten
Az Ez történt Budapesten 1944-ben bemutatott fekete-fehér magyar zenés romantikus filmvígjáték Hamza D. Ákos rendezésében.

## Cselekmény
Dr. Szikszay Erzsébet ügyvédnő elvállalja egy fiatal férj védelmét, akit egy idegen nővel látott valaki egyszer egy cukrászdában. A férfi szerint a nő nem a barátnője, és szereti a feleségét, semmi oka elválni tőle. A felesége,  Katinka sem akar elválni tőle, azonban a nagynénje, Róza néni felbiztatja, hogy váljon el. Katinkát dr. Orbói István ügyvéd képviseli.
Pataky Elemér vidéki cégtulajdonos felutazik Budapestre, azzal az ürüggyel, hogy szeretné, ha ott is lenne a cégének irodája. A cége jogi képviseletével dr. Orbói István ügyvédet bízza meg, akit régóta ismer. Az ügyvéd szerint ehhez nem volt szükséges Pataky személyes megjelenésére, azonban Pataky Elemérnek olyan szándéka is van, hogy párszor találkozhasson egy színésznővel, Ilonkával, egy-egy vacsorára egy ital mellett, távol a feleségétől, aki ilyesmit nem engedne meg neki. 
Dr. Szikszay Erzsébet többször próbálja felhívni telefonon ellenlábasát, dr. Orbói István ügyvédet, hogy egyeztessen vele a perrel kapcsolatban, azonban dr. Orbóit Ilonka is gyakran hívogatja telefonon, mert korábban az ügyvéd udvarolt neki, és már jó ideje nem találkoztak. Így amikor Dr. Szikszay Erzsébetnek végre sikerül felhívnia dr. Orbói István lakását, annak inasa nem adja át az üzenetét, hogy dr. Orbói hívja őt vissza. Ezért Dr. Szikszay Erzsébet elhatározza, hogy személyesen fog vele találkozni. Elmegy az ügyvéd lakására, ahol az inas útba igazítja, hogy a gazdája hol találkozik Pataky Elemérrel. Dr. Szikszay megtalálja Patakyt egy szálloda csarnokában, és odamegy hozzá. Ekkor érkezik meg ugyanide váratlanul Pataky felesége, Róza asszony. Pataky, hogy elkerülje a borítékolható botrányt, amit a felesége csapna, azt kéri az ügyvédnőtől, mondja azt, hogy ő dr. Orbói felesége, így semmi gyanús nem lenne abban, hogy együtt várják dr. Orbóit. Az ügyvédnő belemegy a játékba, és itt kezdődnek az igazi bonyodalmak.
Pataky feleségének nagyon szimpatikus a fiatal „asszonyka”, aki meghívja őket „magukhoz”, vacsorára. Szóba kerül, hogy a „párnak” van egy kislánya is. Közben dr. Orbói is megérkezik, bekapcsolódik a társalgásba, és Pataky kedvéért nem leplezi le a számára ismeretlen nőt, akiről azt gondolja, hogy a Pataky által említett színésznő, akivel Pataky találkozni akart.
Dr. Szikszay megérkezik dr. Orbói lakására, és a vacsorához szükséges minden alapanyagot magával hoz, nem csak  ételt és italt, hanem ezüst étkészletet is. Pataky és dr. Orbói közben kitalálják, hogy a vacsora sajnos elmarad, mert a „feleségét” kórházba kellett vinni vakbélgyulladás gyanújával. Orbói ezért nyugodtan érkezik haza a lakásába, ahol azonban közben minden előkészület megtörtént a vacsorához.
Megérkezik a Pataky házaspár, és szóba kerül a fiatal „pár” kislánya, akit Róza szeretne megnézni. A fiatalasszony nem jön zavarba, bemutat egy 3-4 év körüli kislányt, mint a kislányukat. Orbói nem győz magához térni a meglepetésektől. A kislány valójában a konyhában tartózkodó asszony lánya.
Ilonka szeretne Orbóival személyesen beszélni, de a társaság kitalálja, hogy elmegy egy táncos szórakozóhelyre, ahol éjfélig maradnak. Tánc közben Szikszay szerelmet vall Orbóinak, aki ezt nem veszi komolyan. Ilonka megérkezik Orbói lakásához, ahol az inas beengedi. Ilonka ragaszkodik hozzá, hogy megvárja Orbóit, ezért sokáig marad és ott alszik a hálószobában (az ügyvéd addig még a társasággal nem tér haza). 
Orbói és Szikszay megérkezik Orbói lakásába, ahol kicsit évődnek egymással, hogy a nő ott aludjon-e, mivel a késői időpont miatt már a taxik sem járnak (Orbói a kanapéra fekszik). Szikszay azonban felfedezi, hogy a hálószobában egy idegen nő alszik az ágyban, így ő elrohan. Reggel Orbói elküldi Ilonkát azzal, hogy ne jöjjön többet.
Másnap a bírósági tárgyaláson találkoznak először, mint két ügyvéd, ezen Orbói megint csak meglepődik, hiszen a nő  eddig nem említette a foglalkozását. Orbói halasztást kér a bírótól, közben Szikszayval a köztük lévő félreértéseket próbálják tisztázni, nem sok sikerrel.
Szikszay elmegy Orbói lakásába, hogy elvigye a vacsoránál használt holmit. Megérkezik Orbói, és szerelmet vall a nőnek, akit szeretne feleségül venni. Egy csók pecsételi meg az ígéretet.
A történet egyik mellékszála, hogy Berci, dr. Orbói István inasa többször vitába keveredik a házmesterrel, aki jelzi neki, hogy egy kakas van a házban, ami hajnali 3-kor kukorékol, ezért a kegyelmes úr nem tud zavartalanul aludni. Berci felháborodik a dolgon, de valójában a kakas az ő lakásukban van.
Berci Róza asszonnyal is többször vitába keveredik, amikor megpróbálja tisztázni, hogy dr. Orbói István egyedül él, és nincs felesége, sem gyereke. Mindketten bolondnak tartják a másikat.
A történet 1944-ben játszódik, ezért a történet során szóba kerül az áruhiány és az elsötétítés.

## Szereplők
- dr. Szikszay Erzsébet ügyvéd – Muráti Lili
- dr. Orbói István ügyvéd – Hajmássy Miklós
- Pataky Elemér – Rajnai Gábor
- Róza, Pataky felesége – Ladomerszky Margit
- Ilonka, Orbói István lerázhatatlan, volt barátnője – Kiss Manyi
- Berci, Orbói István inasa – Makláry Zoltán
- Bíró – Danis Jenő
- Házmester a házban, ahol Orbói István lakik – Gonda György
- Szállodaportás – Pártos Gusztáv
- Katinka – Hertelendy Hanna
- A férje – Nagyajtay György
- Bárzongorista a bárban – Dolecskó Béla
- Énekesnők a bárban – Salamon Csöpi, Hlatky Edit